# 김희상
김희상은 대한민국의 배우이다.

## 학력
- 수원대학교 연극영화학 학사

## 출연작

### 영화
- 《화녀》 (2021년)
- 《디스 아메리카노》 (2021년) - 지환 역
- 《삼진그룹 영어토익반》 (2020년) - 마케팅부 직원 1 /시사일보 기자 (목소리) 역
- 《디바》 (2020년) - 중계 아나운서 역
- 《초미의 관심사》 (2020년) - 엔딩클럽 손님 역
- 《빡트》 (2019년) - 빡트 역
- 《소나기달》 (2019년)
- 《Say Love》 (2019년) - 남자 역
- 《열두 번째 용의자》 (2019년) - 이기섭 역
- 《스윙키즈》 (2018년) - 응원단 부짱 역
- 《여곡성》 (2018년) - 연두 역
- 《사라진 밤》 (2018년) - 분당경찰 역
- 《박열》 (2017년) - 5호 조사실문지기 역
- 《원라인》 (2017년) - 피해자 4 역
- 《가려진 시간》 (2016년) - 구급대원 1 역
- 《캠핑》 (2016년) - 태호 역
- 《위장》 (2015년) - 신태호 역
- 《우리들의 학교》 (2014년) - 희상 역
- 《보호자》 (2014년) - 마트직원 / 커플남 역
- 《기분좋은 날》 (2013년) - 명석 역
- 《잉투기》 (2008년) - 근호 / 마리안느 역
- 《네버다이슬로》 (2012년)
- 《폭력의 미학》 (2011년)
- 《고맙다 전일아》 (2010년)
- 《청춘은 참혹하다》 (2009년) - 이상 역
- 《고고70》 (2008년) - 고고족 역

### 연극
- 《응원이 필요해》
- 《달수랑 정직이랑 바다아이》
- 《모르모트》
- 《일병 이윤근》
- 《우리 마을》
- 《한여름 밤의 꿈》
- 《바다와 양산》
- 《벽과 창》
- 《서푼짜리 오페라》

## 수상
- 2013년 신춘문예 단막극제 우수연기상
- 2016년 제1회 대한민국 단편 영화 영상 어워즈 남자연기상